# 高エネルギー荷電粒子
高エネルギー荷電粒子（こうエネルギーかでんりゅうし）とは、荷電粒子の持つエネルギーにより分類されるが、一般的に熱エネルギー分布（マクスウェル分布）に従うプラズマよりエネルギーが高い荷電粒子を指し、恒星である太陽から放出される太陽エネルギー粒子線（SEP）や太陽系外から伝播する銀河宇宙線（GCR）等がある。
地上においても世界各国（日本も含む）の加速器で、この相対論的なエネルギー領域まで粒子を加速することは可能であり、素粒子実験などが頻繁に行われている。また、物理分野以外の実験（医療、自然環境）も行われている。